# 2015-ös úszó-világbajnokság
A 2015-ös úszó-világbajnokságot („úszó, szinkronúszó, műugró és hosszútávúszó-világbajnokság”)  július 24. és augusztus 9. között rendezték Kazanyban, Oroszországban. Ugyanitt, és ugyanekkor rendezték a férfi- és női vízilabda-világbajnokságot is.
Összesen 75 versenyszámban avattak világbajnokot. Úszásban 20 férfi, 20 női, 2 vegyes versenyszám volt. Hosszútávúszásban 3–3, valamint egy csapatversenyt  rendeztek. Műugrásban 5 férfi, 5 női és 3 vegyes versenyszám volt és 1–1 férfi és női szupertoronyugrás szerepelt a programban. Szinkronúszásban 9 versenyszámban hirdettek győztest. Vízilabdában a férfiaknál és a nőknél is 16–16 csapat mérkőzött a világbajnoki címért.

## A rendező
A világbajnokság rendezésére a mexikói Guadalajara, a kínai Kanton, az oroszországi Kazany és Hongkong pályázott. A rendezővárost 2011 júliusában Sanghajban választotta ki a FINA.

## Magyar versenyzők eredményei
Az ország a világbajnokságon 52 sportolóval képviseltette magát, akik összesen 3 arany-, 3 ezüst- és 4 bronzérmet szereztek.

### Érmesek
| Érem      | Versenyző       | Versenyszám      | Versenyszám    | Dátum        |
| --------- | --------------- | ---------------- | -------------- | ------------ |
| Aranyérem | Hosszú Katinka  | úszás            | 200 m vegyes   | augusztus 3. |
| Aranyérem | Cseh László     | úszás            | 200 m pillangó | augusztus 5. |
| Aranyérem | Hosszú Katinka  | úszás            | 400 m vegyes   | augusztus 9. |
| Ezüstérem | Olasz Anna      | nyílt vízi úszás | 25 kilométer   | augusztus 1. |
| Ezüstérem | Cseh László     | úszás            | 100 m pillangó | augusztus 8. |
| Ezüstérem | Verrasztó Dávid | úszás            | 400 m vegyes   | augusztus 9. |
| Bronzérem | Cseh László     | úszás            | 50 m pillangó  | augusztus 3. |
| Bronzérem | Kapás Boglárka  | úszás            | 1500 m gyors   | augusztus 4. |
| Bronzérem | Gyurta Dániel   | úszás            | 200 m mell     | augusztus 7. |
| Bronzérem | Hosszú Katinka  | úszás            | 200 m hát      | augusztus 8. |

- Hosszú Katinka
 Aranyérem
200 m vegyes
- Cseh László
 Aranyérem
200 m pillangó
- Hosszú Katinka
 Aranyérem
400 m vegyes
- Olasz Anna
 Ezüstérem
25 kilométer
- Cseh László
 Ezüstérem
100 m pillangó
- Verrasztó Dávid
 Ezüstérem
400 m vegyes

- Cseh László
 Bronzérem
50 m pillangó
- Kapás Boglárka
 Bronzérem
1500 m gyors
- Gyurta Dániel
 Bronzérem
200 m mell
- Hosszú Katinka
 Bronzérem
200 m hát

## Éremtáblázat
Jelmagyarázat:
| Oroszország (rendező ország) | Magyarország |

| Helyezés | Ország                  | Arany | Ezüst | Bronz | Összesen |
| 1.       | Kína                    | 15    | 10    | 10    | 35       |
| 2.       | Egyesült Államok        | 13    | 14    | 6     | 33       |
| 3.       | Oroszország             | 9     | 4     | 4     | 17       |
| 4.       | Ausztrália              | 7     | 3     | 8     | 18       |
| 5.       | Nagy-Britannia          | 7     | 1     | 6     | 14       |
| 6.       | Franciaország           | 5     | 1     | 1     | 7        |
| 7.       | Olaszország             | 3     | 3     | 8     | 14       |
| 8.       | Magyarország            | 3     | 3     | 4     | 10       |
| 9.       | Svédország              | 3     | 2     | 1     | 6        |
| 10.      | Japán                   | 3     | 1     | 4     | 8        |
| 11.      | Dél-afrikai Köztársaság | 2     | 3     | 0     | 5        |
| 12.      | Németország             | 2     | 1     | 4     | 7        |
| 13.      | Brazília                | 1     | 4     | 2     | 7        |
| 14.      | Észak-Korea             | 1     | 0     | 1     | 2        |
| 15.      | Szerbia                 | 1     | 0     | 0     | 1        |
|          |                         |       |       |       |          |
| 16.      | Hollandia               | 0     | 8     | 0     | 8        |
| 17.      | Kanada                  | 0     | 4     | 4     | 8        |
| 18.      | Dánia                   | 0     | 2     | 2     | 4        |
| 19.      | Ukrajna                 | 0     | 2     | 1     | 3        |
| 20.      | Mexikó                  | 0     | 2     | 0     | 2        |
| 20.      | Új-Zéland               | 0     | 2     | 0     | 2        |
| 22.      | Görögország             | 0     | 1     | 2     | 3        |
| 22.      | Lengyelország           | 0     | 1     | 2     | 3        |
| 22.      | Spanyolország           | 0     | 1     | 2     | 3        |
| 25.      | Jamaica                 | 0     | 1     | 1     | 2        |
| 26.      | Horvátország            | 0     | 1     | 0     | 1        |
| 26.      | Litvánia                | 0     | 1     | 0     | 1        |
|          |                         |       |       |       |          |
| 28.      | Argentína               | 0     | 0     | 1     | 1        |
| 28.      | Fehéroroszország        | 0     | 0     | 1     | 1        |
| 28.      | Malajzia                | 0     | 0     | 1     | 1        |
| 28.      | Szingapúr               | 0     | 0     | 1     | 1        |
| Összesen | Összesen                | 75    | 76    | 77    | 228      |

## Eredmények

### Úszás
- WR – világrekord
- CR – világbajnoki rekord
- WJ – ifjúsági világrekord
- AF – Afrika-rekord
- AM – Amerika-rekord
- AS – Ázsia-rekord
- ER – Európa-rekord
- OC – Óceánia-rekord
- NR – országos rekord

#### Férfiak
| Versenyszám            | Arany                                                                             | Arany       | Ezüst                                                                                       | Ezüst      | Bronz                                                                                  | Bronz    |
| ---------------------- | --------------------------------------------------------------------------------- | ----------- | ------------------------------------------------------------------------------------------- | ---------- | -------------------------------------------------------------------------------------- | -------- |
| 50 m gyorsúszás        | Florent Manaudou · Franciaország                                                  | 21,19       | Nathan Adrian · Egyesült Államok                                                            | 21,52      | Bruno Fratus · Brazília                                                                | 21,55    |
| 100 m gyorsúszás       | Ning Cö-tao · Kína                                                                | 47,84       | Cameron McEvoy · Ausztrália                                                                 | 47,95      | Federico Grabich · Argentína                                                           | 48,12    |
| 200 m gyorsúszás       | James Guy · Nagy-Britannia                                                        | 1:45,14     | Szun Jang · Kína                                                                            | 1:45,20    | Paul Biedermann · Németország                                                          | 1:45,38  |
| 400 m gyorsúszás       | Szun Jang · Kína                                                                  | 3:42,58     | James Guy · Nagy-Britannia                                                                  | 3:43,75    | Ryan Cochrane · Kanada                                                                 | 3:44,59  |
| 800 m gyorsúszás       | Szun Jang · Kína                                                                  | 7:39,96     | Gregorio Paltrinieri · Olaszország                                                          | 7:40,81 ER | Mack Horton · Ausztrália                                                               | 7:44,02  |
| 1500 m gyorsúszás      | Gregorio Paltrinieri · Olaszország                                                | 14:39,67 ER | Connor Jaeger · Egyesült Államok                                                            | 14:41,20   | Ryan Cochrane · Kanada                                                                 | 14:51,08 |
| 50 m hátúszás          | Camille Lacourt · Franciaország                                                   | 24,23       | Matt Grevers · Egyesült Államok                                                             | 24,61      | Ben Treffers · Ausztrália                                                              | 24,69    |
| 100 m hátúszás         | Mitchell Larkin · Ausztrália                                                      | 52,40       | Camille Lacourt · Franciaország                                                             | 52,48      | Matt Grevers · Egyesült Államok                                                        | 52,66    |
| 200 m hátúszás         | Mitchell Larkin · Ausztrália                                                      | 1:53,58 OC  | Radoslaw Kawecki · Lengyelország                                                            | 1:54,55    | Jevgenyij Rilov · Oroszország                                                          | 1:54,60  |
| 50 m mellúszás         | Adam Peaty · Nagy-Britannia                                                       | 26,51       | Cameron van der Burgh · Dél-afrikai Köztársaság                                             | 26,66      | Kevin Cordes · Egyesült Államok                                                        | 26,86    |
| 100 m mellúszás        | Adam Peaty · Nagy-Britannia                                                       | 58,52       | Cameron van der Burgh · Dél-afrikai Köztársaság                                             | 58,59      | Ross Murdoch · Nagy-Britannia                                                          | 59,09    |
| 200 m mellúszás        | Marco Koch · Németország                                                          | 2:07,76     | Kevin Cordes · Egyesült Államok                                                             | 2:08,05    | Gyurta Dániel · Magyarország                                                           | 2:08,10  |
| 50 m pillangóúszás     | Florent Manaudou · Franciaország                                                  | 22,97       | Nicholas Santos · Brazília                                                                  | 23,09      | Cseh László · Magyarország                                                             | 23,15    |
| 50 m pillangóúszás     | Florent Manaudou · Franciaország                                                  | 22,97       | Nicholas Santos · Brazília                                                                  | 23,09      | Kornad Czerniak · Lengyelország                                                        | 23,15    |
| 100 m pillangóúszás    | Chad le Clos · Dél-afrikai Köztársaság                                            | 50,56 AF    | Cseh László · Magyarország                                                                  | 50,87      | Joseph Schooling · Szingapúr                                                           | 50,96 AS |
| 200 m pillangóúszás    | Cseh László · Magyarország                                                        | 1:53,48     | Chad le Clos · Dél-afrikai Köztársaság                                                      | 1:53,68    | Jan Switkowski · Lengyelország                                                         | 1:54,10  |
| 200 m vegyesúszás      | Ryan Lochte · Egyesült Államok                                                    | 1:55,81     | Thiago Pereira · Brazília                                                                   | 1:56,65    | Vang Sun · Kína                                                                        | 1:56,81  |
| 400 m vegyesúszás      | Szeto Daija · Japán                                                               | 4:08,50     | Verrasztó Dávid · Magyarország                                                              | 4:09,90    | Chase Kalisz · Egyesült Államok                                                        | 4:10,05  |
| 4 × 100 m gyorsváltó   | Franciaország · Mehdy Metella · Florent Manaudou · Fabien Gilot · Jérémy Stravius | 3:10,74     | Oroszország · Andrej Grecsin · Nyikita Lobincev · Vlagyimir Morozov · Alekszandr Szuhorukov | 3:11,19    | Olaszország · Luca Dotto · Marco Orsi · Michele Santucci · Filippo Magnini             | 3:12,53  |
| 4 × 200 m gyorsváltó   | Egyesült Királyság · Dan Wallace · Robert Renwick · Calum Jarvis · James Guy      | 7:04,33     | Egyesült Államok · Ryan Lochte · Conor Dwyer · Reed Malone · Michael Weiss                  | 7:04,75    | Ausztrália · Cameron McEvoy · David McKeon · Daniel Smith · Thomas Fraser-Holmes       | 7:05,34  |
| 4 × 100 m vegyes váltó | Egyesült Államok · Ryan Murphy · Kevin Cordes · Tom Shields · Nathan Adrian       | 3:29,93     | Ausztrália · Mitchell Larkin · Jake Packard · Jayden Robert Hadler · Cameron McEvoy         | 3:30,08    | Franciaország · Camille Lacourt · Giacomo Perez-Dortona · Mehdy Metella · Fabien Gilot | 3:30,50  |

#### Nők
| Versenyszám            | Arany                                                                             | Arany       | Ezüst                                                                                      | Ezüst       | Bronz                                                                              | Bronz      |
| ---------------------- | --------------------------------------------------------------------------------- | ----------- | ------------------------------------------------------------------------------------------ | ----------- | ---------------------------------------------------------------------------------- | ---------- |
| 50 m gyorsúszás        | Bronte Campbell · Ausztrália                                                      | 24,12       | Ranomi Kromowidjojo · Hollandia                                                            | 24,22       | Sarah Sjöström · Svédország                                                        | 24,31      |
| 100 m gyorsúszás       | Bronte Campbell · Ausztrália                                                      | 52,52       | Sarah Sjöström · Svédország                                                                | 52,70       | Cate Campbell · Ausztrália                                                         | 52,82      |
| 200 m gyorsúszás       | Katie Ledecky · Egyesült Államok                                                  | 1:55,16     | Federica Pellegrini · Olaszország                                                          | 1:55,32     | Missy Franklin · Egyesült Államok                                                  | 1:55,49    |
| 400 m gyorsúszás       | Katie Ledecky · Egyesült Államok                                                  | 3:59,13 CR  | Sharon van Rouwendaal · Hollandia                                                          | 4:03,02     | Jessica Ashwood · Ausztrália                                                       | 4:03,34    |
| 800 m gyorsúszás       | Katie Ledecky · Egyesült Államok                                                  | 8:07,39 WR  | Lauren Boyle · Új-Zéland                                                                   | 8:17,65 OC  | Jaz Carlin · Nagy-Britannia                                                        | 8:18,15    |
| 1500 m gyorsúszás      | Katie Ledecky · Egyesült Államok                                                  | 15:25,48 WR | Lauren Boyle · Új-Zéland                                                                   | 15:40,14 OC | Kapás Boglárka · Magyarország                                                      | 15:47,09   |
| 50 m hátúszás          | Fu Jüan-huj · Kína                                                                | 27,11       | Etiene Medeiros · Brazília                                                                 | 27,26 AM    | Liu Hsziang · Kína                                                                 | 27,58      |
| 100 m hátúszás         | Emily Seebohm · Ausztrália                                                        | 58,26       | Madison Wilson · Ausztrália                                                                | 58,75       | Mie Oe Nielsen · Dánia                                                             | 58,86      |
| 200 m hátúszás         | Emily Seebohm · Ausztrália                                                        | 2:05,81 OC  | Missy Franklin · Egyesült Államok                                                          | 2:06,34     | Hosszú Katinka · Magyarország                                                      | 2:06,84    |
| 50 m mellúszás         | Jennie Johansson · Svédország                                                     | 30,05       | Alia Atkinson · Jamaica                                                                    | 30,11       | Julija Jefimova · Oroszország                                                      | 30,13      |
| 100 m mellúszás        | Julija Jefimova · Oroszország                                                     | 1:05,66     | Ruta Meilutyte · Litvánia                                                                  | 1:06,36     | Alia Atkinson · Jamaica                                                            | 1:06,42    |
| 200 m mellúszás        | Kanako Watanabe · Japán                                                           | 2:21,15     | Micah Lawrence · Egyesült Államok                                                          | 2:22,44     | Jessica Vall · Spanyolország                                                       | 2:22,76    |
| 200 m mellúszás        | Kanako Watanabe · Japán                                                           | 2:21,15     | Micah Lawrence · Egyesült Államok                                                          | 2:22,44     | Rikke Møller Pedersen · Dánia                                                      | 2:22,76    |
| 200 m mellúszás        | Kanako Watanabe · Japán                                                           | 2:21,15     | Micah Lawrence · Egyesült Államok                                                          | 2:22,44     | Si Csing-lin · Kína                                                                | 2:22,76    |
| 50 m pillangóúszás     | Sarah Sjöström · Svédország                                                       | 24,96 CR    | Jeanette Ottesen · Dánia                                                                   | 25,34       | Lu Jing · Kína                                                                     | 25,37 AS   |
| 100 m pillangóúszás    | Sarah Sjöström · Svédország                                                       | 55,64 WR    | Jeanette Ottesen · Dánia                                                                   | 57,05       | Lu Jing · Kína                                                                     | 57,48      |
| 200 m pillangóúszás    | Natsumi Hoshi · Japán                                                             | 2:05,56     | Camille Adams · Egyesült Államok                                                           | 2:06,40     | Csang Jü-fej · Kína                                                                | 2:06,51 WJ |
| 200 m vegyesúszás      | Hosszú Katinka · Magyarország                                                     | 2:06,12 WR  | Kanako Watanabi · Japán                                                                    | 2:08,45     | Siobhan Marie O’Connor · Nagy-Britannia                                            | 2:08,77    |
| 400 m vegyesúszás      | Hosszú Katinka · Magyarország                                                     | 4:30,39     | Maya DiRado · Egyesült Államok                                                             | 4:31,71     | Emily Overholt · Kanada                                                            | 4:32,52    |
| 4 × 100 m gyorsváltó   | Ausztrália · Emily Seebohm · Emma McKeon · Bronte Campbell · Cate Campbell        | 3:31,48 CR  | Hollandia · Ranomi Kromowidjojo · Maud van der Meer · Marrit Steenbergen · Femke Heemskerk | 3:33,67     | Amerikai Egyesült Államok · Missy Franklin · Margo Geer · Lia Neal · Simone Manuel | 3:34,61    |
| 4 × 200 m gyorsváltó   | Egyesült Államok · Missy Franklin · Leah Smith · Katie McLaughlin · Katie Ledecky | 7:45,37     | Olaszország · Alice Mizzau · Erica Musso · Chiara Masini Luccetti · Federica Pellegrini    | 7:48,41     | Kína · Csiu Jü-han · Kuo Csün-csün · Csang Jü-fej · Sen To                         | 7:49,10    |
| 4 × 100 m vegyes váltó | Kína · Fu Yuanhui · Shi Jinglin · Lu Ying · Shen Duo                              | 3:54,41     | Svédország · Michelle Coleman · Jennie Johansson · Sarah Sjöström · Louise Hansson         | 3:55,24 ER  | Ausztrália · Emily Seebohm · Taylor McKeown · Emma McKeon · Bronte Campbell        | 3:55,56    |

#### Vegyes
| Versenyszám            | Arany                                                                                                  | Arany      | Ezüst                                                                                    | Ezüst   | Bronz                                                                                          | Bronz   |
| ---------------------- | --- | ---------- | ---------------------------------------------------------------------------------------- | ------- | ---------------------------------------------------------------------------------------------- | ------- |
| 4 × 100 m gyorsváltó   | Egyesült Államok · Ryan Lochte · Nathan Adrian · Simone Manuel · Missy Franklin                        | 3:23,05 WR | Hollandia · Sebastiaan Verschuren · Joost Reijns · Ranomi Kromowidjojo · Femke Heemskerk | 3:23,10 | Kanada · Santo Condorelli · Yuri Kisil · Chantal van Landeghem · Sandrine Mainville            | 3:23,59 |
| 4 × 100 m vegyes váltó | Egyesült Királyság · Chris Walker-Hebborn, · Adam Peaty, · Siobhan Marie O'Connor, · Francesca Halsall | 3:41,71 WR | Egyesült Államok · Ryan Murphy, · Kevin Cordes, · Katie McLaughlin, · Margo Geer         | 3:43,27 | Németország · Jan-Philip Glania, · Hendrik Feldwehr, · Alexandra Nathalie Wenk, · Annika Bruhn | 3:44,13 |

### Műugrás

#### Férfiak
| Versenyszám        | Arany                          | Arany       | Ezüst                                             | Ezüst       | Bronz                                             | Bronz       |
| ------------------ | ------------------------------ | ----------- | ------------------------------------------------- | ----------- | ------------------------------------------------- | ----------- |
| 1 m műugrás        | Hszie Sze-ji · Kína            | 485,50 pont | Illja Kvasa · Ukrajna                             | 449,05 pont | Michael Hixon · Egyesült Államok                  | 428,30 pont |
| 3 m műugrás        | Ho Csao · Kína                 | 555,05 pont | Ilja Zaharov · Oroszország                        | 547,60 pont | Jack Laugher · Nagy-Britannia                     | 528,90 pont |
| 10 m toronyugrás   | Csiu Po · Kína                 | 587,00 pont | David Boudia · Egyesült Államok                   | 560,20 pont | Thomas Daley · Nagy-Britannia                     | 537,95 pont |
| 3 m szinkronugrás  | Cao Jüan, · Csin Kaj · Kína    | 471,45 pont | Jevgenyij Kuznyecov, · Ilja Zaharov · Oroszország | 459,18 pont | Jack Laugher, · Chris Mears · Nagy-Britannia      | 445,29 pont |
| 10 m szinkronugrás | Csen Aj-szen, · Lin Jüe · Kína | 495,72 pont | Iván García, · Germán Sanchez · Mexikó            | 448,89 pont | Roman Izmajlov, · Viktor Minyibajev · Oroszország | 441,33 pont |

#### Nők
| Versenyszám        | Arany                                | Arany       | Ezüst                                        | Ezüst       | Bronz                                        | Bronz       |
| ------------------ | ------------------------------------ | ----------- | -------------------------------------------- | ----------- | -------------------------------------------- | ----------- |
| 1 m műugrás        | Tania Cagnotto · Olaszország         | 310,85 pont | Si Ting-mao · Kína                           | 309,20 pont | Ho Ce · Kína                                 | 300,30 pont |
| 3 m műugrás        | Si Ting-mao · Kína                   | 383,55 pont | Ho Ce · Kína                                 | 377,45 pont | Tania Cagnotto · Olaszország                 | 356,15 pont |
| 10 m toronyugrás   | Kim Kuk-hyang · Észak-Korea          | 397,05 pont | Zsen Csien · Kína                            | 388,00 pont | Pandelela Rinong · Malajzia                  | 385,05 pont |
| 3 m szinkronugrás  | Si Ting-mao, · Vu Min-hszia · Kína   | 351,30 pont | Jennifer Abel, · Pamela Ware · Kanada        | 319,47 pont | Samantha Mills, · Esther Qin · Ausztrália    | 304,20 pont |
| 10 m szinkronugrás | Csen Zso-lin, · Liu Huj-hszia · Kína | 359,52 pont | Meaghan Benfeito, · Roseline Filion · Kanada | 339,99 pont | Kim Un-hyang, · Song Nam-hyang · Észak-Korea | 325,26 pont |

#### Vegyes
| Versenyszám        | Arany                                               | Arany       | Ezüst                                                 | Ezüst       | Bronz                                           | Bronz       |
| ------------------ | --------------------------------------------------- | ----------- | ----------------------------------------------------- | ----------- | ----------------------------------------------- | ----------- |
| 3 m szinkronugrás  | Vang Han, · Jang Hao · Kína                         | 339,90 pont | Jennifer Abel, · François Imbeau-Dulac · Kanada       | 317,01 pont | Tania Cagnotto, · Maicol Verzotto · Olaszország | 315,30 pont |
| 10 m szinkronugrás | Sze Ja-csie, · Taj Hsziao-hu · Kína                 | 350,88 pont | Meaghan Benfeito, · Vincent Riendeau · Kanada         | 309,66 pont | Domonic Bedggood, · Melissa Wu · Ausztrália     | 308,22 pont |
| Csapatverseny      | Thomas Daley, · Rebecca Gallantree · Nagy-Britannia | 434,65 pont | Olekszandr Horskovozov, · Julija Prokopcsuk · Ukrajna | 426,45 pont | Csen Zso-lin, · Hszie Sze-ji · Kína             | 425,40 pont |

### Szupertoronyugrás
| Versenyszám | Arany                               | Arany       | Ezüst                              | Ezüst       | Bronz                                | Bronz       |
| ----------- | ----------------------------------- | ----------- | ---------------------------------- | ----------- | ------------------------------------ | ----------- |
| Férfi       | Gary Hunt · Nagy-Britannia          | 629,30 pont | Jonathan Paredes Bernal · Mexikó   | 596,45 pont | Artyom Szilcsenko · Oroszország      | 593,95 pont |
| Női         | Rachelle Simpson · Egyesült Államok | 258,70 pont | Casilie Carlton · Egyesült Államok | 237,35 pont | Jana Nyesztyerova · Fehéroroszország | 233,10 pont |

### Szinkronúszás
| Versenyszám           | Arany | Arany        | Ezüst | Ezüst        | Bronz | Bronz        |
| --------------------- | --- | ------------ | --- | ------------ | --- | ------------ |
| egyéni rövid program  | Szvetlana Romasina · Oroszország | 95,2680 pont | Ona Carbonell · Spanyolország | 93,1284 pont | Sun Wenyan · Kína | 91,5479 pont |
| páros rövid program   | Natalja Iscsenko, · Szvetlana Romasina · Oroszország | 95,4672 pont | Huang Hszüe-csen, · Sun Wenyan · Kína | 93,3279 pont | Inui Jukiko, · Micui Riszako · Japán | 92,0079 pont |
| csapat rövid program  | Oroszország · Vlada Csigirova · Mihajela Kalancsa · Szvetlana Kolesznyicsenko · Lilija Nizamova · Alekszandra Packevics · Jelena Prokofjeva · Alla Siskina · Marija Surocskina · Anzselika Tyimanyina · Gelena Topilina                                        | 95,7457 pont | Kína · Gu Xiao · Guo Li · Huang Hszüe-csen · Li Xiaolu · Liang Xinping · Sun Wenyan · Tang Mengni · Xiao Yanning · Yin Chengxin · Zeng Zhen                      | 94,4605 pont | Japán · Hakojama Aika · Aiko Hayashi · Inui Jukiko · Kei Marumo · Micui Riszako · Kanami Nakamaki · Nakamura Mai · Kano Omata · Asuka Tasaki · Josida Kurumi | 92,4133 pont |
| egyéni szabad program | Natalja Iscsenko · Oroszország | 97,2333 pont | Huang Hszüe-csen · Kína | 95,7000 pont | Ona Carbonell · Spanyolország | 94,9000 pont |
| páros szabad program  | Natalja Iscsenko, · Szvetlana Romasina · Oroszország | 98,2000 pont | Huang Hszüe-csen, · Sun Wenyan · Kína | 95,9000 pont | Lolita Ananaszova, · Anna Volosina · Ukrajna | 93,6000 pont |
| csapat szabad program | Oroszország · Vlada Csigirova · Szvetlana Kolesznyicsenko · Alekszandra Packevics · Jelena Prokofjeva · Alla Siskina · Marija Surocskina · Anzselika Tyimanyina · Gelena Topilina                                                                              | 98,4667 pont | Kína · Gu Xiao · Guo Li · Huang Hszüe-csen · Li Xiaolu · Liang Xinping · Sun Wenyan · Tang Mengni · Xiao Yanning · Yin Chengxin · Zeng Zhen                      | 96,1333 pont | Japán · Hakojama Aika · Aiko Hayashi · Inui Jukiko · Kei Marumo · Micui Riszako · Kanami Nakamaki · Nakamura Mai · Kano Omata · Asuka Tasaki · Josida Kurumi | 93,9000 pont |
| kombinációs kűr       | Oroszország · Vlada Csigirova · Mihajela Kalancsa · Szvetlana Kolesznyicsenko · Lilija Nizamova · Alekszandra Packevics · Jelena Prokofjeva · Szvetlana Romasina · Alla Siskina · Marija Surocskina · Anzselika Tyimanyina · Gelena Topilina · Darina Valitova | 98,3000 pont | Kína · Gu Xiao · Guo Li · Huang Hszüe-csen · Li Mo · Li Xiaolu · Liang Xinping · Sun Wenyan · Sun Yijing · Tang Mengni · Xiao Yanning · Yin Chengxin · Zeng Zhen | 96,2000 pont | Japán · Hakojama Aika · Aiko Hayashi · Inui Jukiko · Kei Marumo · Micui Riszako · Kanami Nakamaki · Nakamura Mai · Kano Omata · Asuka Tasaki · Josida Kurumi | 93,8000 pont |
| Vegyes rövid program  | Christina Jones, · Bill May · Egyesült Államok | 88,5108 pont | Alekszandr Malcev, · Darina Valitova · Oroszország | 88,2986 pont | Manila Flamini, · Giorgio Minisini · Olaszország | 86,3640 pont |
| Vegyes szabad program | Alekszandr Malcev, · Darina Valitova · Oroszország | 91,7333 pont | Kristina Lum, · Bill May · Egyesült Államok | 91,4667 pont | Giorgio Minisini, · Mariangela Perrupato · Olaszország | 89,3333 pont |

### Hosszútávúszás

#### Férfiak
| Versenyszám | Arany                                | Arany     | Ezüst                         | Ezüst     | Bronz                             | Bronz     |
| ----------- | ------------------------------------ | --------- | ----------------------------- | --------- | --------------------------------- | --------- |
| 5 km        | Chad Ho · Dél-afrikai Köztársaság    | 55,17,6   | Rob Muffels · Németország     | 55:17,6   | Matteo Furlan · Olaszország       | 55:20,0   |
| 10 km       | Jordan Wilimovsky · Egyesült Államok | 1:49:48,2 | Ferry Weertman · Hollandia    | 1:50,00,3 | Szpirídon Janiótisz · Görögország | 1:50,00,7 |
| 25 km       | Simone Ruffini · Olaszország         | 4:53:10,7 | Alex Meyer · Egyesült Államok | 4:53:15,1 | Matteo Furlan · Olaszország       | 4:54:38,0 |

#### Nők
| Versenyszám | Arany                             | Arany     | Ezüst                             | Ezüst     | Bronz                        | Bronz     |
| ----------- | --------------------------------- | --------- | --------------------------------- | --------- | ---------------------------- | --------- |
| 5 km        | Haley Anderson · Egyesült Államok | 58:48,4   | Kalliopi Araouzou · Görögország   | 58:49,8   | Finnua Wunram · Németország  | 58,51,0   |
| 10 km       | Aurélie Muller · Franciaország    | 1:58,04,3 | Sharon van Rouwendaal · Hollandia | 1:58,06,7 | Ana Marcela Cunha · Brazília | 1:58,26,5 |
| 25 km       | Ana Marcela Cunha · Brazília      | 5:13:47,3 | Olasz Anna · Magyarország         | 5:14:13,4 | Angela Maurer · Németország  | 5:15:07,6 |

#### Csapat
| Versenyszám  | Arany                                                             | Arany   | Ezüst                                                                  | Ezüst   | Bronz         | Bronz |
| ------------ | ----------------------------------------------------------------- | ------- | ---------------------------------------------------------------------- | ------- | ------------- | ----- |
| Csapat, 5 km | Németország · Rob Muffels, · Christian Reichert, · Isabelle Härle | 55:14,4 | Brazília · Allan do Carmo, · Diogo Villarinho, · Ana Marcela Cunha     | 55:31,2 | Nem osztottak |       |
| Csapat, 5 km | Németország · Rob Muffels, · Christian Reichert, · Isabelle Härle | 55:14,4 | Hollandia · Marcel Schouten, · Ferry Weertman, · Sharon van Rouwendaal | 55:31,2 | Nem osztottak |       |

### Vízilabda
| Versenyszám | Arany            | Ezüst        | Bronz       |
| ----------- | ---------------- | ------------ | ----------- |
| Férfi       | Szerbia          | Horvátország | Görögország |
| Női         | Egyesült Államok | Hollandia    | Olaszország |